# Tour Manhattan
 (août 2023).
Si vous disposez d'ouvrages ou d'articles de référence ou si vous connaissez des sites web de qualité traitant du thème abordé ici, merci de compléter l'article en donnant les références utiles à sa vérifiabilité et en les liant à la section « Notes et références ».
La tour Manhattan est une tour de bureaux situé dans le quartier d'affaires de La Défense, sur la commune de Courbevoie en France.
Construite en 1975, haute de 110 m, la tour Manhattan est la première tour de la Défense qui ne possède pas une forme parallélépipédique, mais dont la silhouette est courbe. En effet, les emplacements prévus dans le plan de masse de 1964 pour deux tours de premières générations (de type 24 m × 42 m) ont finalement été utilisés pour construire une seule tour, ce qui explique sa forme originale. Elle fut construite par le groupe Cogedim.
Elle abrite, entre autres, des bureaux de l'entreprise de services numériques et de conseil Sopra Steria, le siège de la succursale française de Western Union et celui de la société Esso S.A.F., filiale française du groupe pétrolier américain ExxonMobil, qui avait été une des premières sociétés à installer son siège à la Défense en 1964 dans la Tour Esso, qui se trouvait à l'emplacement actuel du complexe Cœur Défense.
Une partie du film de Claude Zidi L'Aile ou la Cuisse fut tournée en 1976 dans la tour Manhattan, où siège le patron du groupe de restauration fictif Tricatel.